# Élections du Conseil législatif de Ceylan de 1911
Les élections du Conseil Législatif de Ceylan de 1911 ont eu lieu au Ceylan britannique, le 12 décembre 1911, et les résultats ont été publiés le 18 décembre 1911.

## Contexte historique
Le Conseil législatif de Ceylan a existé de 1833 à 1931. Il a été créé par la Commission Colebrooke-Cameron, avant d'être retiré par la Constitution Donoughmore. Entre 1833 à 1910, les membres du Conseil législatif étaient tous nommé par le gouverneur du Ceylan britannique. 
Robert Crewe-Milnes, le secrétaire d'État aux colonies de la Grande-Bretagne, a négocié avec le gouverneur Henry Edward McCallum pour introduire les premières élections démocratiques du Sri Lanka. Le gouverneur a accepté ces modifications mais avec un compromis, seul un nombre très limité de citoyen, respectant des critères spécifiques stricts, avait le droit de voter.
Le Conseil législatif a ainsi été réformé en 1910, et ces réformes sont aujourd'hui populaires et connus comme les réformes McCallum.

## Système électoral
Le nombre de membres du Conseil législatif est passé de 18 à 21 personnes :
- 11 membres Officiel travaillant dans le corps exécutif de Ceylan.
- 10 membres Non-Officiel venant du peuple.

Parmi les membres non-officiels, six ont été nommés par le gouverneur : 2 cingalais, 2 Tamouls, 1 cingalais Kandyan et un Musulman; et les quatre autres ont été élus : deux Européens, un Burgher et un Ceylanais éduqué.

## Élections
Moins de 3 000 personnes, 4 % de la population, pouvaient voter. Le droit de vote était basé sur l'éducation et les biens détenus.

### Siège Burgher
Hector William van Cuylenburg a été élu avec 829 voix, suivi de H Geo Thomas et Arthur Alvis recevant respectivement 466 voix et 273 voix. 
Au total, 1 568 Burghers (72,9 %) des 2 149 électeurs inscrits ont voté.

### Siège Ceylanais
Ponnambalam Ramanathan a été élu avec 1645 voix. Suivi de Dr. H Marcus Fernando, en recevant 981 voix. 
Au total, 2 626 (89,5 %) des 2 934 électeurs inscrits ont voté.